# Migadopinae
Los migadopinos (Migadopinae) son una subfamilia de coleópteros adéfagos  perteneciente a la familia Carabidae. 

## Géneros
Tiene los siguientes géneros:
- Amarotypus - Antarctonomus - Aquilex - Calathosoma - Calyptogonia - Decogmus - Lissopterus - Loxomerus - Migadopidius - Migadops - Monolobus - Nebriosoma - Pseudomigadops - Rhytidognathus - Stichonotus[1]